# Balsas (Brazilië)
Balsas is een gemeente in de Braziliaanse deelstaat Maranhão. De gemeente telt 83.617 inwoners (schatting 2009).